# گمینا شلمینگ
گمینا شلمینگ (به لهستانی:  Gmina Ślemień) یک گمینا در لهستان است که در شهرستان ژویتس واقع شده‌است. گمینا شلمینگ ۴۵٫۸۷ کیلومتر مربع مساحت و ۳٬۴۲۲ نفر جمعیت دارد.